# Banff, Alberta
Banff là một thị xã tại Alberta, Canada. Thị xã là trung tâm của vườn quốc gia Banff, di sản thế giới. Thị xã có diện tích 4,88 km2, dân số 7584 người. Thị xã có cự ly 126 km về phía tây Calgary và 58 km về phía đông Lake Louise. Thị xã nằm ở độ cao 1463 m, là cộng đồng có cao thứ nhì ở Canada sau Lake Louise.
Thị xã Banff là thành thị đầu tiên hợp nhất trong một vườn quốc gia Canada. Thị xã là một thành viên của Đối tác Khu vực Calgary.
Banff là một thị xã nghỉ mát và một trong những điểm đến du lịch phổ biến nhất của Canada, nổi tiếng với môi trường xung quanh núi và suối nước nóng. Đây là điểm đến cho các môn thể thao ngoài trời và đi bộ đường dài, đi xe đạp, trượt tuyết. Sunshine Village, Ski Norquay và Lake Louise Mountain Resort là khu nghỉ dưỡng trượt tuyết gần đó nằm trong vườn quốc gia.

## Khí hậu
| Dữ liệu khí hậu của Banff Climate ID: 3050520; coordinates 51°11′B 115°34′T / 51,183°B 115,567°T; elevation: 1.383,7 m (4.540 ft); 1991–2020 normals, extremes 1887−present | Dữ liệu khí hậu của Banff Climate ID: 3050520; coordinates 51°11′B 115°34′T / 51,183°B 115,567°T; elevation: 1.383,7 m (4.540 ft); 1991–2020 normals, extremes 1887−present | Dữ liệu khí hậu của Banff Climate ID: 3050520; coordinates 51°11′B 115°34′T / 51,183°B 115,567°T; elevation: 1.383,7 m (4.540 ft); 1991–2020 normals, extremes 1887−present | Dữ liệu khí hậu của Banff Climate ID: 3050520; coordinates 51°11′B 115°34′T / 51,183°B 115,567°T; elevation: 1.383,7 m (4.540 ft); 1991–2020 normals, extremes 1887−present | Dữ liệu khí hậu của Banff Climate ID: 3050520; coordinates 51°11′B 115°34′T / 51,183°B 115,567°T; elevation: 1.383,7 m (4.540 ft); 1991–2020 normals, extremes 1887−present | Dữ liệu khí hậu của Banff Climate ID: 3050520; coordinates 51°11′B 115°34′T / 51,183°B 115,567°T; elevation: 1.383,7 m (4.540 ft); 1991–2020 normals, extremes 1887−present | Dữ liệu khí hậu của Banff Climate ID: 3050520; coordinates 51°11′B 115°34′T / 51,183°B 115,567°T; elevation: 1.383,7 m (4.540 ft); 1991–2020 normals, extremes 1887−present | Dữ liệu khí hậu của Banff Climate ID: 3050520; coordinates 51°11′B 115°34′T / 51,183°B 115,567°T; elevation: 1.383,7 m (4.540 ft); 1991–2020 normals, extremes 1887−present | Dữ liệu khí hậu của Banff Climate ID: 3050520; coordinates 51°11′B 115°34′T / 51,183°B 115,567°T; elevation: 1.383,7 m (4.540 ft); 1991–2020 normals, extremes 1887−present | Dữ liệu khí hậu của Banff Climate ID: 3050520; coordinates 51°11′B 115°34′T / 51,183°B 115,567°T; elevation: 1.383,7 m (4.540 ft); 1991–2020 normals, extremes 1887−present | Dữ liệu khí hậu của Banff Climate ID: 3050520; coordinates 51°11′B 115°34′T / 51,183°B 115,567°T; elevation: 1.383,7 m (4.540 ft); 1991–2020 normals, extremes 1887−present | Dữ liệu khí hậu của Banff Climate ID: 3050520; coordinates 51°11′B 115°34′T / 51,183°B 115,567°T; elevation: 1.383,7 m (4.540 ft); 1991–2020 normals, extremes 1887−present | Dữ liệu khí hậu của Banff Climate ID: 3050520; coordinates 51°11′B 115°34′T / 51,183°B 115,567°T; elevation: 1.383,7 m (4.540 ft); 1991–2020 normals, extremes 1887−present | Dữ liệu khí hậu của Banff Climate ID: 3050520; coordinates 51°11′B 115°34′T / 51,183°B 115,567°T; elevation: 1.383,7 m (4.540 ft); 1991–2020 normals, extremes 1887−present |
| Tháng | 1 | 2 | 3 | 4 | 5 | 6 | 7 | 8 | 9 | 10 | 11 | 12 | Năm |
| --- | --- | --- | --- | --- | --- | --- | --- | --- | --- | --- | --- | --- | --- |
| Chỉ số nóng bức cao kỷ lục | 12.2 | 13.9 | 19.2 | 24.4 | 29.0 | 31.6 | 33.4 | 34.0 | 30.4 | 24.2 | 15.9 | 12.2 | 34.0 |
| Cao kỉ lục °C (°F) | 12.3 (54.1) | 14.7 (58.5) | 20.0 (68.0) | 25.6 (78.1) | 29.4 (84.9) | 37.8 (100.0) | 35.6 (96.1) | 34.2 (93.6) | 31.0 (87.8) | 26.5 (79.7) | 16.5 (61.7) | 12.5 (54.5) | 37.8 (100.0) |
| Trung bình ngày tối đa °C (°F) | −3.5 (25.7) | −0.5 (31.1) | 3.7 (38.7) | 9.0 (48.2) | 14.3 (57.7) | 17.9 (64.2) | 22.5 (72.5) | 22.1 (71.8) | 16.7 (62.1) | 9.1 (48.4) | 0.6 (33.1) | −4.6 (23.7) | 8.9 (48.0) |
| Trung bình ngày °C (°F) | −8.5 (16.7) | −6.6 (20.1) | −2.2 (28.0) | 2.8 (37.0) | 7.4 (45.3) | 11.2 (52.2) | 14.7 (58.5) | 14.0 (57.2) | 9.4 (48.9) | 3.4 (38.1) | −3.8 (25.2) | −9.0 (15.8) | 2.7 (36.9) |
| Tối thiểu trung bình ngày °C (°F) | −13.5 (7.7) | −12.6 (9.3) | −8.2 (17.2) | −3.5 (25.7) | 0.5 (32.9) | 4.4 (39.9) | 6.8 (44.2) | 5.8 (42.4) | 2.2 (36.0) | −2.4 (27.7) | −8.2 (17.2) | −13.4 (7.9) | −3.5 (25.7) |
| Thấp kỉ lục °C (°F) | −51.2 (−60.2) | −45.0 (−49.0) | −40.6 (−41.1) | −27.2 (−17.0) | −17.8 (0.0) | −4.1 (24.6) | −3.2 (26.2) | −4.5 (23.9) | −16.7 (1.9) | −27.0 (−16.6) | −40.6 (−41.1) | −48.3 (−54.9) | −51.2 (−60.2) |
| Chỉ số phong hàn thấp kỷ lục | −52.1 | −49.1 | −41.8 | −37.0 | −21.1 | −5.7 | −3.6 | −4.3 | −14.4 | −30.5 | −43.1 | −50.6 | −52.1 |
| Lượng Giáng thủy trung bình mm (inches) | 18.8 (0.74) | 18.6 (0.73) | 29.3 (1.15) | 39.2 (1.54) | 50.0 (1.97) | 73.3 (2.89) | 46.9 (1.85) | 46.9 (1.85) | 44.9 (1.77) | 35.8 (1.41) | 27.8 (1.09) | 22.5 (0.89) | 454.0 (17.87) |
| Lượng mưa trung bình mm (inches) | 1.6 (0.06) | 0.9 (0.04) | 6.6 (0.26) | 15.0 (0.59) | 37.9 (1.49) | 72.5 (2.85) | 46.7 (1.84) | 49.0 (1.93) | 39.9 (1.57) | 18.7 (0.74) | 5.5 (0.22) | 1.3 (0.05) | 295.7 (11.64) |
| Lượng tuyết rơi trung bình cm (inches) | 21.2 (8.3) | 20.3 (8.0) | 25.3 (10.0) | 30.0 (11.8) | 12.3 (4.8) | 1.7 (0.7) | 0.1 (0.0) | 0.2 (0.1) | 7.9 (3.1) | 16.7 (6.6) | 25.2 (9.9) | 23.0 (9.1) | 183.8 (72.4) |
| Số ngày giáng thủy trung bình (≥ 0.2 mm) | 10.2 | 10.0 | 13.1 | 13.3 | 14.0 | 16.6 | 13.6 | 13.2 | 11.7 | 11.2 | 11.1 | 10.8 | 148.9 |
| Số ngày mưa trung bình (≥ 0.2 mm) | 0.59 | 0.60 | 2.6 | 4.7 | 12.3 | 16.5 | 12.8 | 12.8 | 10.2 | 6.9 | 2.0 | 1.1 | 83.0 |
| Số ngày tuyết rơi trung bình (≥ 0.2 cm) | 9.3 | 8.3 | 9.4 | 8.4 | 3.1 | 0.29 | 0.06 | 0.18 | 1.4 | 4.9 | 9.3 | 8.8 | 63.4 |
| Độ ẩm tương đối trung bình (%) (at 1500 LST) | 63.1 | 50.2 | 45.4 | 41.4 | 42.4 | 44.8 | 36.5 | 37.1 | 43.8 | 48.0 | 61.4 | 66.0 | 48.4 |
| Số giờ nắng trung bình tháng | 58.9 | 93.2 | 127.1 | 159.0 | 201.5 | 207.0 | 254.2 | 213.9 | 171.0 | 130.2 | 81.0 | 43.4 | 1.740,4 |
| Số giờ nắng trung bình ngày | 1.9 | 3.3 | 4.1 | 5.3 | 6.5 | 6.9 | 8.2 | 6.9 | 5.7 | 4.2 | 2.7 | 1.4 | 4.8 |
| Nguồn: Environment and Climate Change Canada (June maximum) (July maximum) (sun, 1948–1970)                                                                                 | | | | | | | | | | | | | |